# カトリック札幌司教区
カトリック札幌司教区（カトリックさっぽろしきょうく、単に札幌教区とも、羅: Dioecesis Sapporensis、英: Roman Catholic Diocese of Sapporo）は、北海道を管轄区域とするキリスト教 カトリック教会の司教区。司教座聖堂（カテドラル）は守護の天使聖堂（北一条教会）。

## 司教座聖堂
- 司教座 - 札幌カテドラル 守護の天使聖堂（北一条教会）

## 沿革
- 1846年（弘化3年） - 日本使徒座代理区（現在の東京教区）が設立され、横浜に代理区長館が設置される。
- 1866年（慶応2年） - 代理区長館が長崎に移転。
- 1876年（明治9年） - 5月22日、日本使徒座代理区を日本北緯使徒座代理区、日本南緯使徒座代理区（現在の長崎教区）の2区に分割。日本北緯使徒座代理区は横浜に代理区長館を置き、北海道、東北、関東および中部の各地方を管轄区域とした。
- 1877年（明治10年） - 7月、代理区長館が東京に移転。
- 1891年（明治24年） - 4月17日、北海道と東北地方を分離して函館使徒座代理区（現在の仙台教区）となり、同年6月15日、函館教区に昇格。
- 1915年 （大正4年） - 2月12日、函館地区を除く北海道全土および樺太（サハリン）南部が札幌使徒座知牧区として函館教区から独立、ドイツのフランシスコ会に委託。
- 1929年 （昭和4年） - 3月30日、知牧区は札幌使徒座代理区に昇格。
- 1932年（昭和7年） - 7月14日、樺太南部を分離して樺太知牧区を設立。
- 1952年（昭和27年） - 12月11日、それまで仙台教区（以前の函館教区）に属していた函館地区を併合し、代理区は札幌教区に昇格。

## 歴代知牧・使徒座代理・司教（教区長）

### 知牧
- ヴェンチェスラオ・キノルド（フランシスコ会） 1915年 - 1929年

### 使徒座代理
- 初代 - ヴェンチェスラオ・キノルド（フランシスコ会） 1929年 - 1941年
- 2代 – ラウレンチオ戸田帯刀 1941年 - 1944年
- 3代 - アウグスチヌス瀬野勇 1944年 - 1952年

### 司教（教区長）
- 初代 - ベネディクト冨澤孝彦 1953年 - 1987年
- 2代 - ペトロ地主敏夫 1988年 - 2009年
- 3代 - ベルナルド勝谷太治 2013年 - 現在

## 所在地・交通アクセス
〒060-0031 北海道札幌市中央区北1条東6丁目10（北緯43度03分51.5秒 東経141度21分54.2秒 / 北緯43.064306度 東経141.365056度）
- 地下鉄東西線「バスセンター前駅」10番出口より徒歩4分